# Chionaema brunneistriga
Chionaema brunneistriga là một loài bướm đêm thuộc phân họ Arctiinae, họ Erebidae.